# Incendio di Cloquet
L'Incendio di Cloquet fu un enorme incendio boschivo nel nord del Minnesota, Stati Uniti, avvenuto nell'ottobre 1918 e scoppiato a causa delle scintille provenienti dai freni di un treno. L'incendio devastò gran parte dell'ovest della Contea di Carlton, colpendo principalmente Moose Lake, Kettle River e Cloquet, che rimase associata al disastro essendo la città più colpita dagli incendi.
Fu il peggior disastro naturale nella storia del Minnesota per numero di vittime in un solo giorno e il terzo incendio col più alto numero di vittime della storia, superato solo dall'incendio di Peshtigo del 1871 e da quello di Kursha-2 del 1936.
In totale morirono 453 persone e altre 52 000 rimasero ferite o sfollate. Trentotto comunità furono distrutte, con circa 100 000 ettari di terreno bruciati e danni materiali per un valore di 73 milioni di dollari (equivalenti a 1,42 miliardi di dollari statunitensi del 2023). Gli aiuti federali distribuiti furono di 13 milioni di dollari.

## Preludio
Durante i primi anni del XX secolo la contea di Carlton era conosciuta per la sua industria del legname, che impiegava la maggior parte della forza lavoro della zona. La ferrovia, giunta nella zona nel 1870, fu un grande impulso per la crescita economica della contea e ne favorì lo sviluppo, e la città di Cloquet acquisì il soprannome di Capitale mondiale del pino bianco.
Nel 1874 fu costruita una grande segheria lungo la riva del lago Superiore. Un mulino lungo il fiume raccoglieva e faceva galleggiare i tronchi fino alla segheria, dove venivano assemblati e tagliati per la vendita al dettaglio. Durante il massimo splendore dell'industria del legname, si poteva camminare attraverso il lago grazie agli innumerevoli tronchi sulla sua superficie.
L'estate del 1918 fu particolarmente secca, rendendo così molto alto il rischio di incendi (e difatti in quel periodo ne scoppiarono molti, anche a causa dei debbi lasciati fuori controllo). La situazione era resa ancor più pericolosa dai numerosi scarti dell'industria del legname, lasciati all'epoca sparsi ovunque e senza alcun criterio di sicurezza, i quali andarono quindi ad alimentare vari roghi scoppiati in contemporanea.

## L'incendio
Quello che viene comunemente chiamato "incendio di Cloquet" era in realtà composto da molti incendi più piccoli (fino a 50) che si unirono in un unico evento. Aveva due fronti principali, uno chiamato "incendio Cloquet-Duluth" e l'altro "incendio di Moose Lake".

### Incendio Cloquet-Duluth
Il 10 ottobre 1918 due boscaioli che lavoravano vicino a un raccordo ferroviario a nordovest di Cloquet, Steve Koskela e John Sundstrom, videro transitare un treno passeggeri, e poco dopo si accorsero di un piccolo incendio che stava bruciando erba e mucchi di legna adiacenti alla ferrovia in corrispondenza del miglio 62. Nonostante fosse stato dato subito l'allarme il rogo non poté essere contenuto per la mancanza di preparazione alla lotta agli incendi, e, due giorni dopo, si era esteso all'intero nord del Minnesota, grazie ad un fronte freddo che portò venti forti e un brusco calo dell'umidità. Brookston fu il primo villaggio ad essere distrutto dall'incendio, che poi raggiunse la riserva Ojibwe di Fond du Lac verso le 19:15 del 12 ottobre, e la città di Cloquet verso le 20:00. A quel punto, i venti avevano raggiunto le 60 miglia orarie o più e numerosi piccoli roghi separati erano entrati a far parte del fronte di fuoco, ingrandendolo notevolmente.
Anche la città di Duluth fu danneggiata dall'incendio: le fiamme ne distrussero varie porzioni periferiche, ma il fronte di fuoco venne fermato prima che potesse devastarla del tutto. I segnali dell'incendio furono abbastanza palesi da permettere per tempo un'evacuazione generale: tutte le fabbriche vennero evacuate, mentre vigili del fuoco e centraline telefoniche avvertivano più persone possibili perché fuggissero.

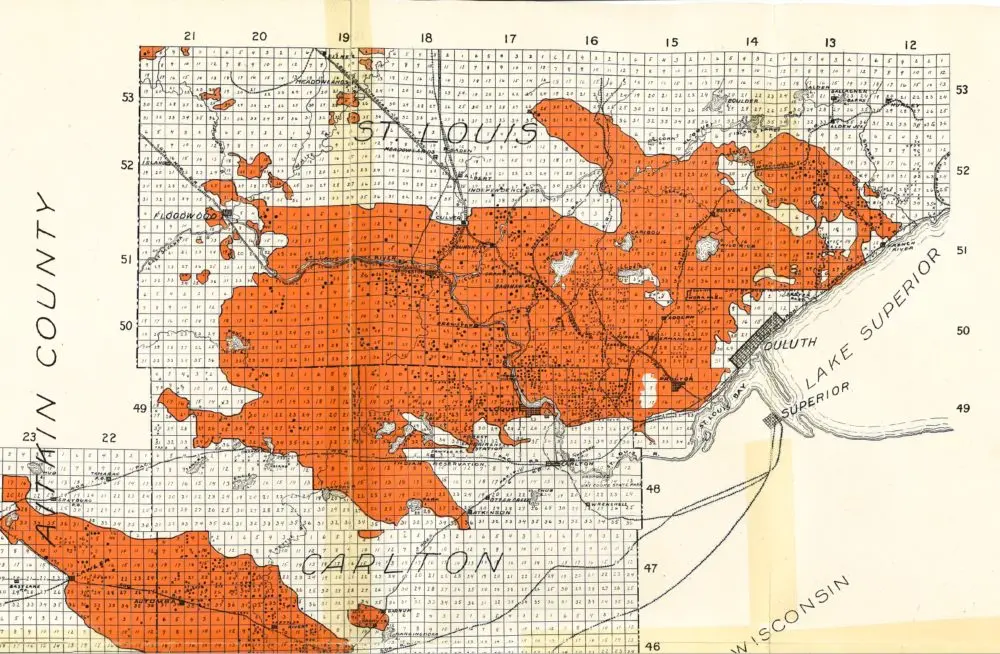
Estensione delle zone distrutte dall'incendio

### Incendio di Moose Lake
L'incendio di Moose Lake, a sua volta composto da almeno cinque roghi diversi, iniziò il 4 ottobre lungo la ferrovia vicino a Tamarack, nella Contea di Aitkin. Rimase di dimensioni limitate fino all'aumento dei venti e alla diminuzione dell'umidità occorsi il 12 ottobre, che lo alimentarono. Bruciò in direzione sud-est verso le città di Kettle River e Moose Lake, unendosi ad altri incendi lungo il percorso. Quando l'incendio si avvicinò a Moose Lake verso le 19:30 di sera, treni di soccorso salvarono alcune centinaia di persone; la maggior parte di coloro che sopravvissero tuttavia lo fece rifugiandosi nelle acque del vicino lago Moose Head. Il villaggio di Automba fu investito da un'improvvisa tempesta di fuoco, e 25 persone vi persero la vita.

## Morti e danni
A Moose Lake un corrispondente dell'Associated Press riferì di aver visto 75 corpi ammassati in un edificio bruciato. Lungo una strada che usciva da Moose Lake, secondo il New York Times erano sparsi altri 100 corpi. Un operatore di soccorso riferì che 30 corpi erano ammassati in una cantina tra Moose Lake e Kettle River. A Kettle River fino a 100 persone rimasero intrappolate nel traffico generatosi durante l'evacuazione, morendo quando l'incendio investì con violenza la città. In totale nel disastro persero la vita 453 persone, e quando poco dopo giunse l'influenza spagnola la mortalità nella zona aumentò drasticamente.
Tra le altre strutture, il Duluth Country Club e il Children's Home furono completamente distrutti. Nei territori della Contea di Carlton e del sud della Contea di St. Louis, gli insediamenti di Brookston, Arnold, Moose Lake e Cloquet furono completamente distrutti, così come un'altra trentina di insediamenti minori. Vaste aree del Minnesota furono completamente devastate dall'incendio, con i boschi locali fortemente ridimensionati. Nei roghi perirono circa 62 000 animali e capi di bestiame, e il governo statunitense stimò la perdita in almeno 73 milioni di dollari dell'epoca.

### Operazioni di soccorso
Gli incendi lasciarono migliaia di persone senza casa, e circa 4 700 residenti di Cloquet cercarono rifugio a Duluth e Superior. Le vittime dell'incendio furono temporaneamente sistemate in edifici come ospedali, scuole, chiese, armerie, e case private. I medici arrivarono dalle zone circostanti per aiutare le migliaia di feriti.
Diverse organizzazioni e volontari hanno rischiato la vita per aiutare a salvare persone e immobili. La Guardia nazionale del Minnesota venne chiamata per aiutare nei soccorsi, e in totale i rifugiati causati dal disastro furono più di 50 000.

## Conseguenze e memoriali

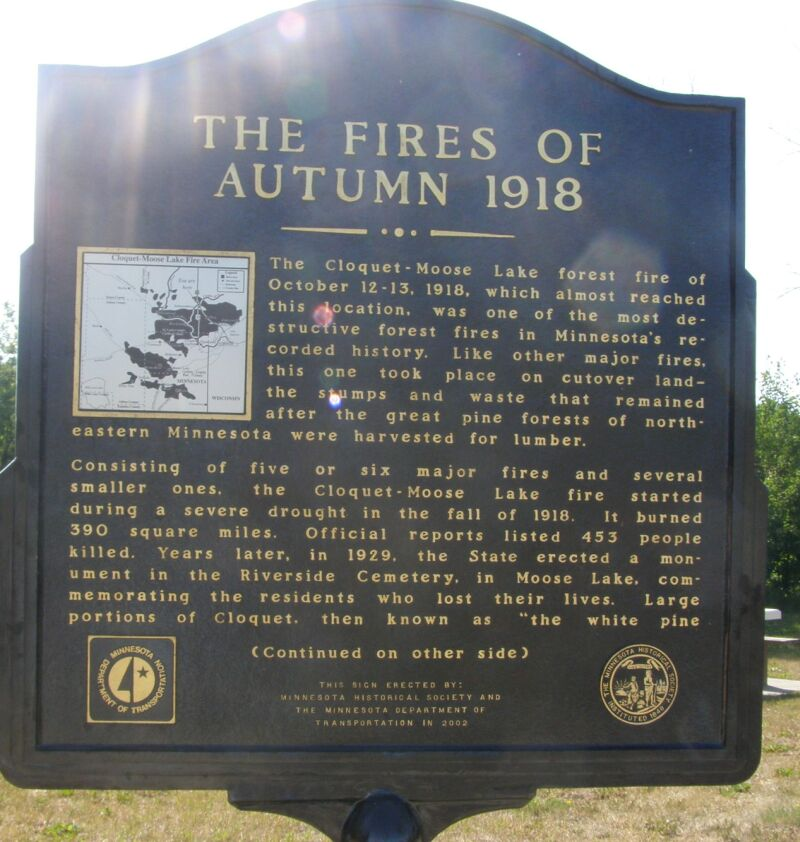
Monumento commemorativo e informativo dell'incendio

Diverse sono le commemorazioni all'evento. La Moose Lake Area Historical Society onora ogni anno le vite perse al Soo Line Depot, che nel 1995 è stato aperto come museo delle ferrovie e dei vigili del fuoco. Nel 1929 il governo del Minnesota eresse un monumento in ricordo delle vittime presso il Cimitero di Riverside, a Moose Lake. L'incendio influenzò inoltre i modi di dire dei locali, che per riferirsi agli eventi passati da allora parlano di "prima" e "dopo l'incendio".
La politica Anna Dickie Olesen, sopravvissuta all'incendio, nel 1920 divenne la prima donna candidata ad una carica politica negli Stati Uniti nelle file del Partito Democratico, puntando ad un seggio al Senato. Nonostante la mancata elezione, Olesen portò avanti la lotta dei sopravvissuti di Cloquet per ottenere un risarcimento e guidò una causa legale contro le ferrovie statali, ritenute responsabili del disastro, conclusasi con un parziale successo nel 1935.